# Öberget, Stenungsunds kommun
Öberget är en höjd och en bebyggelse i Stenungsunds kommun i Västra Götalands län. SCB avgränsade här 2020 en småort efter att tidigare klassat den som en del av tätorten Ödsmål.